# İbrahim Hakkı Erzurumi

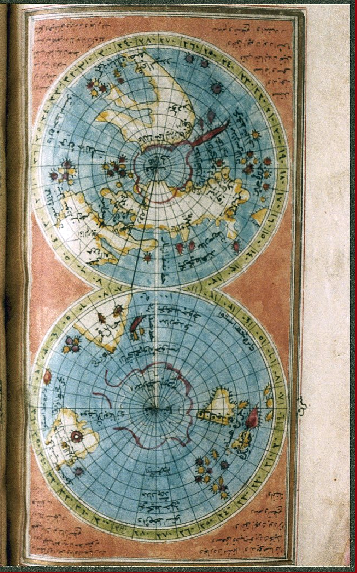
Wereldkaart uit de Marifetname van İbrahim Hakkı Erzurumi

İbrahim Hakkı Erzurumi (1703 - 1780) was een Ottomaans-Turks soefi-filosoof en encyclopedist. In 1756 publiceerde hij zijn werk Marifetname (letterlijk boek der kennis), een bundeling van commentaren en beschrijvingen over astronomie, wiskunde, anatomie, psychologie, filosofie en islamitische mystiek.

## Theologie
De kern van Erzurumi's filosofie is dat om Allah te ontdekken eerst zelfkennis nodig is: "God heeft in Heilige Boeken openbaringen gegeven en heeft Zijn profeten als gidsen naar de mensen gestuurd. Alleen degenen die het deel binnenin zichzelf ontdekken dat heilig is, kunnen dichter bij de Schepper komen, dichter bij perfectie". Daarnaast wordt de volgende uitspraak aan hem toegeschreven: "Als we een stap dichter bij God komen, zal hij op ons af komen rennen." Soms wordt deze laatste uitspraak, onterecht, hadith genoemd.
- Bibliothèque nationale de France: cb16245077z (data)
- Gemeinsame Normdatei: 119144301
- International Standard Name Identifier: 0000 0004 4515 0758
- Library of Congress Control Number: n93046034
- Nationale Bibliotheek van Israël: 987007424497305171
- Système universitaire de documentation: 187923000
- TDVİA: ibrahim-hakki-erzurumi
- Virtual International Authority File: 305409907
- WorldCat: E39PBJpJjwMyjhdY9xRXXYqG73